# Ewa Trzebińska
Ewa Trzebińska (nacida Ewa Nelip, Katowice, 1 de mayo de 1989) es una deportista polaca que compite en esgrima, especialista en la modalidad de espada.
Ganó cuatro medallas en el Campeonato Mundial de Esgrima entre los años 2009 y 2023, y cuatro medallas en el Campeonato Europeo de Esgrima entre los años 2010 y 2019.

## Trayectoria
En 2009 ganó la medalla de plata en el Campeonato Mundial, en la prueba por equipo. En 2017 obtuvo dos medallas en el Campeonato Mundial, plata en la prueba individual y bronce por equipos. En el Europeo de 2019 consiguió la medalla de oro por equipos y la de bronce en la prueba individual.
Participó en los Juegos Olímpicos de Tokio 2020, ocupando el sexto lugar en la prueba por equipos.
En 2023 se coronó campeona mundial al ganar la medalla de oro en el Campeonato Mundial, en la prueba por equipo, derrotando en la final al equipo de Italia.

## Palmarés internacional
| Campeonato Mundial | Campeonato Mundial    | Campeonato Mundial | Campeonato Mundial |
| Año                | Lugar                 | Medalla            | Prueba             |
| ------------------ | --------------------- | ------------------ | ------------------ |
| 2009               | Antalya (Turquía)     | Medalla de plata   | Espada por equipos |
| 2017               | Leipzig (Alemania)    | Medalla de plata   | Espada individual  |
| 2017               | Leipzig (Alemania)    | Medalla de bronce  | Espada por equipos |
| 2023               | Milán (Italia)        | Medalla de oro     | Espada por equipos |
| Campeonato Europeo |                       |                    |                    |
| Año                | Lugar                 | Medalla            | Prueba             |
| 2010               | Leipzig (Alemania)    | Medalla de oro     | Espada por equipos |
| 2018               | Novi Sad (Serbia)     | Medalla de plata   | Espada por equipos |
| 2019               | Düsseldorf (Alemania) | Medalla de oro     | Espada por equipos |
| 2019               | Düsseldorf (Alemania) | Medalla de bronce  | Espada individual  |